# Boxe nos Jogos Olímpicos de Verão de 2024
As competições de boxe nos Jogos Olímpicos de Verão de 2024 em Paris, na França, aconteceram entre 27 de julho a 10 de agosto. As lutas preliminares ocorreram na Arena Paris Norte em Villepinte, com as rodadas de medalhas (semifinais e finais) realizadas no Stade Roland Garros.
O programa teve a mesma quantidade de categorias de peso das três edições anteriores, com treze no total (sete para homens e seis para mulheres). Para seguir o objetivo do Comitê Olímpico Internacional (COI) de alcançar a plena igualdade de gênero, o programa foi atualizado, com o número de classes de peso no masculino sendo reduzido em um, ao contrário feminino, que teve o aumento de uma categoria de peso.
Em junho de 2022, o COI barrou os direitos da Associação Internacional de Boxe (IBA) de executar e organizar o torneio devido a "problemas contínuos de irregularidade nas áreas de finanças, governança, ética, arbitragem e julgamento". Assim, a diretoria executiva do COI estabeleceu e ratificou um novo sistema de qualificação para Paris 2024 que teve os boxeadores obtendo as vagas de cota por meio dos eventos multiesportivos continentais, como os Jogos Asiáticos, Jogos Europeus, Jogos Pan-Americanos, Jogos Pan-Africanos e Jogos do Pacífico.

## Qualificação
Um total de 248 vagas, com distribuição igualitária entre homens e mulheres, estavam disponíveis a boxeadores qualificados para competir em Paris 2024, quase quarenta a menos no geral com relação a Tóquio 2020. Os Comitês Olímpicos Nacionais (CON) qualificados só poderiam enviar um boxeador em cada categoria de peso. A nação sede, França, reservou um máximo de seis vagas a serem distribuídas igualmente entre homens e mulheres em suas respectivas categorias de peso, enquanto nove vagas (quatro para homens e cinco para mulheres) tiveram direito a CONs elegíveis interessados em ter seus boxeadores competindo conforme o princípio da universalidade.
O período de qualificação se iniciou com cinco eventos multiesportivos continentais (Jogos Pan-Africanos, Jogos Asiáticos, Jogos Europeus, Jogos do Pacífico e Jogos Pan-Americanos), disputados como eliminatórias continentais, onde um total de 139 vagas foram atribuídas a um determinado número de boxeadores de acordo com suas classificações em cada categoria de peso. Após a fase continental, o restante das vagas totais foi decidido em dois torneios de qualificação mundial organizados pelo Comitê Olímpico Internacional na primeira metade de 2024, oferecendo mais uma leva de vagas para os boxeadores ainda não qualificados em cada divisão de peso.

## Formato
De acordo com a missão do COI de alcançar a plena igualdade de gênero, o número de categorias de peso para homens foi reduzido de oito para sete, saindo a divisão dos médios. Por outro lado, as classes de peso feminino tiveram um aumento de cinco para seis com a introdução da categoria de peso galo.
Os boxeadores masculinos disputaram lutas nas seguintes classes de peso:
- Peso mosca (–51 kg)
- Peso pena (–57 kg)
- Peso leve (–63,5 kg)
- Peso meio-médio (–71 kg)
- Peso meio-pesado (–80 kg)
- Peso pesado (–92 kg)
- Peso superpesado (+92 kg)

Já as boxeadoras disputaram lutas nestas classes de peso:
- Peso mosca (–50 kg)
- Peso galo (–54 kg)
- Peso pena (–57 kg)
- Peso leve (–60 kg)
- Peso meio-médio (–66 kg)
- Peso médio (–75 kg)

## Calendário
As disputas do boxe se iniciaram em 27 de julho e se encerraram em 4 de agosto de 2024.
| R32 | Fase de 32 | R16 | Fase de 16 | QF | Quartas de final | SF | Semifinais | F | Final |

| DataEvento         | Sáb 27 jul | Sáb 27 jul | Dom 28 jul | Dom 28 jul | Dom 28 jul | Seg 29 jul | Seg 29 jul | Seg 29 jul | Ter 30 jul | Ter 30 jul | Ter 30 jul | Qua 31 jul | Qua 31 jul | Qua 31 jul | Qui 1 ago | Qui 1 ago | Qui 1 ago | Sex 2 ago | Sex 2 ago | Sáb 3 ago | Sáb 3 ago | Dom 4 ago | Dom 4 ago | Seg 5 ago | Ter 6 ago | Qua 7 ago | Qui 8 ago | Sex 9 ago | Sáb 10 ago |
| DataEvento         | T          | N          | M          | T          | N          | M          | T          | N          | M          | T          | N          | M          | T          | N          | M         | T         | N         | T         | N         | T         | N         | M         | T         | N         | N         | N         | N         | N         | N          |
| ------------------ | ---------- | ---------- | ---------- | ---------- | ---------- | ---------- | ---------- | ---------- | ---------- | ---------- | ---------- | ---------- | ---------- | ---------- | --------- | --------- | --------- | --------- | --------- | --------- | --------- | --------- | --------- | --------- | --------- | --------- | --------- | --------- | ---------- |
| –51 kg masculino   |            |            |            |            |            |            |            |            | R16        | R16        | R16        |            |            |            |           |           |           | QF        | QF        |           |           | SF        | SF        |           |           |           | F         |           |            |
| –57 kg masculino   |            |            | R32        | R32        | R32        |            |            |            |            |            |            | R16        | R16        | R16        |           |           |           |           |           | QF        | QF        |           |           |           |           |           | SF        |           | F          |
| –63,5 kg masculino | R32        | R32        |            |            |            | R16        | R16        | R16        |            |            |            |            |            |            | QF        | QF        | QF        |           |           |           |           | SF        | SF        |           |           | F         |           |           |            |
| –71 kg masculino   |            |            | R32        | R32        | R32        |            |            |            |            |            |            | R16        | R16        | R16        |           |           |           |           |           | QF        | QF        |           |           |           | SF        |           |           | F         |            |
| –80 kg masculino   | R32        | R32        |            |            |            |            |            |            | R16        | R16        | R16        |            |            |            |           |           |           | QF        | QF        |           |           | SF        | SF        |           |           | F         |           |           |            |
| –92 kg masculino   |            |            | R16        | R16        | R16        |            |            |            |            |            |            |            |            |            | QF        | QF        | QF        |           |           |           |           | SF        | SF        |           |           |           |           | F         |            |
| +92 kg masculino   |            |            |            |            |            | R16        | R16        | R16        |            |            |            |            |            |            |           |           |           | QF        | QF        |           |           |           |           |           |           | SF        |           |           | F          |
| –50 kg feminino    |            |            | R32        | R32        | R32        |            |            |            |            |            |            |            |            |            | R16       | R16       | R16       |           |           | QF        | QF        |           |           |           | SF        |           |           | F         |            |
| –54 kg feminino    | R32        | R32        |            |            |            |            |            |            | R16        | R16        | R16        |            |            |            | QF        | QF        | QF        |           |           |           |           | SF        | SF        |           |           |           | F         |           |            |
| –57 kg feminino    |            |            |            |            |            |            |            |            | R32        | R32        | R32        |            |            |            |           |           |           | R16       | R16       |           |           | QF        | QF        |           |           | SF        |           |           | F          |
| –60 kg feminino    | R32        | R32        |            |            |            | R16        | R16        | R16        |            |            |            | QF         | QF         | QF         |           |           |           |           |           | SF        | SF        |           |           |           | F         |           |           |           |            |
| –66 kg feminino    |            |            | R32        | R32        | R32        |            |            |            |            |            |            |            |            |            | R16       | R16       | R16       |           |           | QF        | QF        |           |           |           | SF        |           |           | F         |            |
| –75 kg feminino    |            |            |            |            |            |            |            |            |            |            |            | R16        | R16        | R16        |           |           |           |           |           |           |           | QF        | QF        |           |           |           | SF        |           | F          |

## Nações participantes
Ao todo, 69 CONs enviaram seus boxeadores qualificados. Entre parênteses encontra-se representada a quantidade de competidores.
- GER Alemanha (3)
- ALG Argélia (5)
- ARM Armênia (1)
- AUS Austrália (12)
- AZE Azerbaijão (5)
- BEL Bélgica (3)
- BRA Brasil (10)
- BUL Bulgária (5)
- CPV Cabo Verde (2)
- CAN Canadá (2)
- KAZ Cazaquistão (10)
- CHN China (8)
- COL Colômbia (5)
- PRK Coreia do Norte (2)
- KOR Coreia do Sul (2)
- CRO Croácia (1)
- CUB Cuba (5)
- DEN Dinamarca (1)
- EGY Egito (3)
- ECU Equador (3)
- EOR Equipe Olímpica de Refugiados (2)
- SVK Eslováquia (1)
- ESP Espanha (6)
- USA Estados Unidos (8)
- PHI Filipinas (5)
- FIN Finlândia (1)
- FRA França (8)
- GEO Geórgia (2)
- GBR Grã-Bretanha (6)
- HAI Haiti (1)
- HUN Hungria (3)
- IND Índia (6)
- IRL Irlanda (10)
- ITA Itália (8)
- JPN Japão (2)
- JOR Jordânia (3)
- KOS Kosovo (1)
- MLI Mali (1)
- MAR Marrocos (3)
- MEX México (4)
- MOZ Moçambique (2)
- MGL Mongólia (2)
- MNE Montenegro (1)
- NGR Nigéria (2)
- NOR Noruega (2)
- NED Países Baixos (1)
- PLE Palestina (1)
- PAN Panamá (1)
- PNG Papua-Nova Guiné (1)
- POL Polônia (5)
- PUR Porto Rico (2)
- KGZ Quirguistão (1)
- COD República Democrática do Congo (2)
- DOM República Dominicana (3)
- ROU Romênia (1)
- SAM Samoa (1)
- SRB Sérvia (3)
- SWE Suécia (2)
- THA Tailândia (8)
- TPE Taipé Chinês (6)
- TJK Tajiquistão (3)
- TGA Tonga (1)
- TUN Tunísia (1)
- TUR Turquia (7)
- UKR Ucrânia (3)
- UZB Uzbequistão (11)
- VEN Venezuela (2)
- VIE Vietnã (2)
- ZAM Zâmbia (2)

## Medalhistas
Masculino
| Evento                        | Ouro                                    | Prata                                  | Bronze                                    |
| ----------------------------- | --------------------------------------- | -------------------------------------- | ----------------------------------------- |
| Mosca (–51 kg) detalhes       | Hasanboy Dusmatov UZB Uzbequistão       | Billal Bennama FRA França              | Daniel Varela de Pina CPV Cabo Verde      |
| Mosca (–51 kg) detalhes       | Hasanboy Dusmatov UZB Uzbequistão       | Billal Bennama FRA França              | Junior Alcántara DOM República Dominicana |
| Pena (–57 kg) detalhes        | Abdumalik Khalokov UZB Uzbequistão      | Munarbek Seiitbek Uulu KGZ Quirguistão | Charlie Senior AUS Austrália              |
| Pena (–57 kg) detalhes        | Abdumalik Khalokov UZB Uzbequistão      | Munarbek Seiitbek Uulu KGZ Quirguistão | Javier Ibáñez BUL Bulgária                |
| Leve (–63,5 kg) detalhes      | Erislandy Álvarez CUB Cuba              | Sofiane Oumiha FRA França              | Lasha Guruli GEO Geórgia                  |
| Leve (–63,5 kg) detalhes      | Erislandy Álvarez CUB Cuba              | Sofiane Oumiha FRA França              | Wyatt Sanford CAN Canadá                  |
| Meio-médio (–71 kg) detalhes  | Asadkhuja Muydinkhujaev UZB Uzbequistão | Marco Verde MEX México                 | Omari Jones USA Estados Unidos            |
| Meio-médio (–71 kg) detalhes  | Asadkhuja Muydinkhujaev UZB Uzbequistão | Marco Verde MEX México                 | Lewis Richardson GBR Grã-Bretanha         |
| Meio-pesado (–80 kg) detalhes | Oleksandr Khyzhniak UKR Ucrânia         | Nurbek Oralbay KAZ Cazaquistão         | Arlen López CUB Cuba                      |
| Meio-pesado (–80 kg) detalhes | Oleksandr Khyzhniak UKR Ucrânia         | Nurbek Oralbay KAZ Cazaquistão         | Cristian Pinales DOM República Dominicana |
| Pesado (–92 kg) detalhes      | Lazizbek Mullojonov UZB Uzbequistão     | Loren Alfonso AZE Azerbaijão           | Davlat Boltaev TJK Tajiquistão            |
| Pesado (–92 kg) detalhes      | Lazizbek Mullojonov UZB Uzbequistão     | Loren Alfonso AZE Azerbaijão           | Enmanuel Reyes ESP Espanha                |
| Superpesado (+92 kg) detalhes | Bakhodir Jalolov UZB Uzbequistão        | Ayoub Ghadfa ESP Espanha               | Nelvie Tiafack GER Alemanha               |
| Superpesado (+92 kg) detalhes | Bakhodir Jalolov UZB Uzbequistão        | Ayoub Ghadfa ESP Espanha               | Djamili-Dini Aboudou Moindze FRA França   |

Feminino
| Evento                       | Ouro                          | Prata                          | Bronze                                         |
| ---------------------------- | ----------------------------- | ------------------------------ | ---------------------------------------------- |
| Mosca (–50 kg) detalhes      | Wu Yu CHN China               | Buse Naz Çakıroğlu TUR Turquia | Nazym Kyzaibay KAZ Cazaquistão                 |
| Mosca (–50 kg) detalhes      | Wu Yu CHN China               | Buse Naz Çakıroğlu TUR Turquia | Aira Villegas PHI Filipinas                    |
| Galo (–54 kg) detalhes       | Chang Yuan CHN China          | Hatice Akbaş TUR Turquia       | Pang Chol-mi PRK Coreia do Norte               |
| Galo (–54 kg) detalhes       | Chang Yuan CHN China          | Hatice Akbaş TUR Turquia       | Im Ae-ji KOR Coreia do Sul                     |
| Pena (–57 kg) detalhes       | Lin Yu-ting TPE Taipé Chinês  | Julia Szeremeta POL Polônia    | Esra Yıldız TUR Turquia                        |
| Pena (–57 kg) detalhes       | Lin Yu-ting TPE Taipé Chinês  | Julia Szeremeta POL Polônia    | Nesthy Petecio PHI Filipinas                   |
| Leve (–60 kg) detalhes       | Kellie Harrington IRL Irlanda | Yang Wenlu CHN China           | Beatriz Ferreira BRA Brasil                    |
| Leve (–60 kg) detalhes       | Kellie Harrington IRL Irlanda | Yang Wenlu CHN China           | Wu Shih-yi TPE Taipé Chinês                    |
| Meio-médio (–66 kg) detalhes | Imane Khelif ALG Argélia      | Yang Liu CHN China             | Janjaem Suwannapheng THA Tailândia             |
| Meio-médio (–66 kg) detalhes | Imane Khelif ALG Argélia      | Yang Liu CHN China             | Chen Nien-chin TPE Taipé Chinês                |
| Médio (–75 kg) detalhes      | Li Qian CHN China             | Atheyna Bylon PAN Panamá       | Caitlin Parker AUS Austrália                   |
| Médio (–75 kg) detalhes      | Li Qian CHN China             | Atheyna Bylon PAN Panamá       | Cindy Ngamba EOR Equipe Olímpica de Refugiados |

## Quadro de medalhas

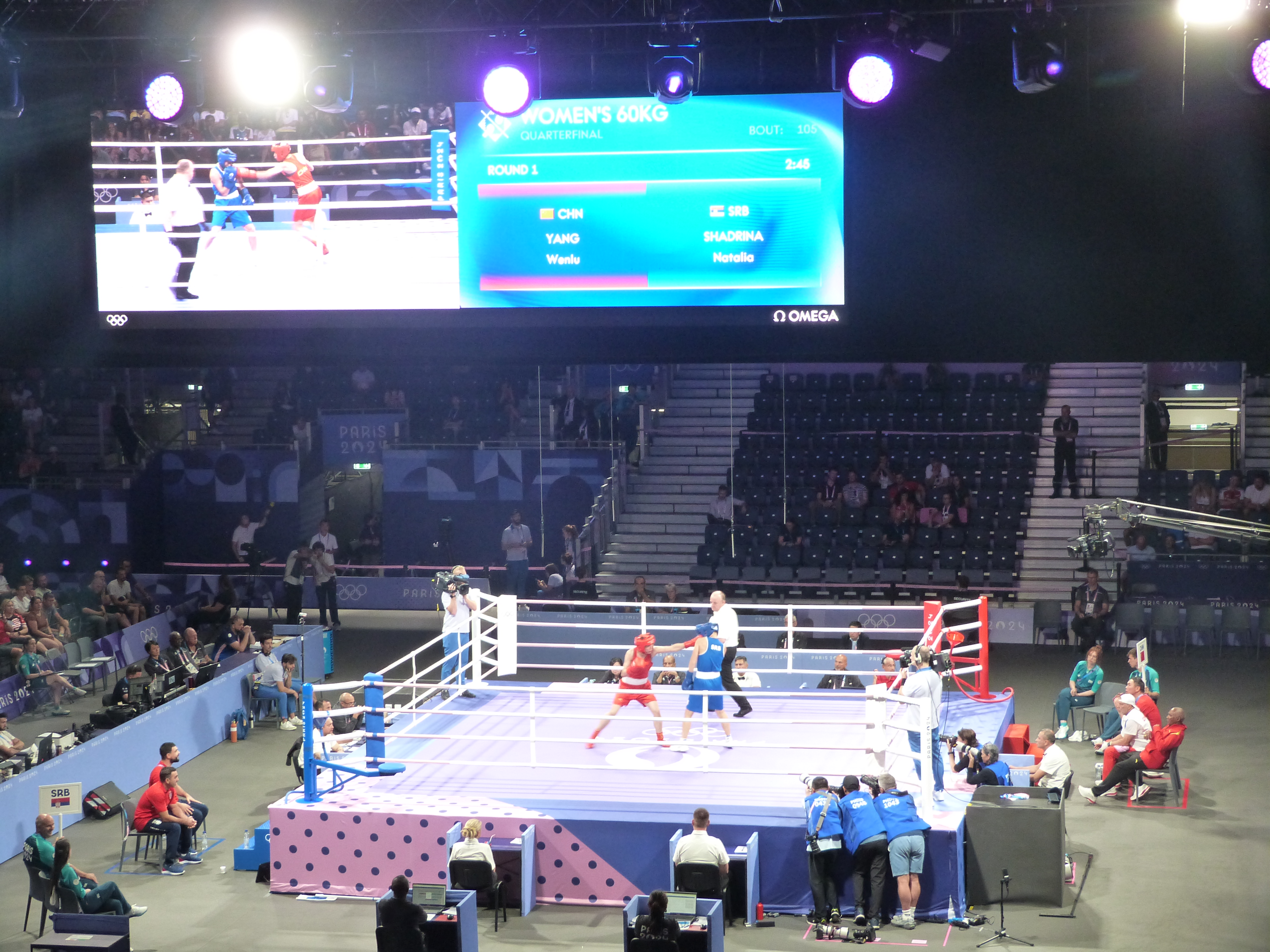
Arena Paris Norte durante as fases preliminares do boxe

| Ordem | País                              | Medalha de ouro | Medalha de prata | Medalha de bronze |    | Ordem por total |
| ----- | --------------------------------- | --------------- | ---------------- | ----------------- | -- | --------------- |
| 1     | UZB Uzbequistão                   | 5               |                  |                   | 5  | 1               |
| 2     | CHN China                         | 3               | 2                |                   | 5  | 1               |
| 3     | TPE Taipé Chinês                  | 1               |                  | 2                 | 3  | 3               |
| 4     | CUB Cuba                          | 1               |                  | 1                 | 2  | 6               |
| 5     | ALG Argélia                       | 1               |                  |                   | 1  | 12              |
|       | IRL Irlanda                       | 1               |                  |                   | 1  | 12              |
|       | UKR Ucrânia                       | 1               |                  |                   | 1  | 12              |
| 8     | FRA França                        |                 | 2                | 1                 | 3  | 3               |
|       | TUR Turquia                       |                 | 2                | 1                 | 3  | 3               |
| 10    | KAZ Cazaquistão                   |                 | 1                | 1                 | 2  | 6               |
|       | ESP Espanha                       |                 | 1                | 1                 | 2  | 6               |
| 12    | AZE Azerbaijão                    |                 | 1                |                   | 1  | 12              |
|       | MEX México                        |                 | 1                |                   | 1  | 12              |
|       | PAN Panamá                        |                 | 1                |                   | 1  | 12              |
|       | POL Polônia                       |                 | 1                |                   | 1  | 12              |
|       | KGZ Quirguistão                   |                 | 1                |                   | 1  | 12              |
| 17    | AUS Austrália                     |                 |                  | 2                 | 2  | 6               |
|       | PHI Filipinas                     |                 |                  | 2                 | 2  | 6               |
|       | DOM República Dominicana          |                 |                  | 2                 | 2  | 6               |
| 20    | GER Alemanha                      |                 |                  | 1                 | 1  | 12              |
|       | BRA Brasil                        |                 |                  | 1                 | 1  | 12              |
|       | BUL Bulgária                      |                 |                  | 1                 | 1  | 12              |
|       | CPV Cabo Verde                    |                 |                  | 1                 | 1  | 12              |
|       | CAN Canadá                        |                 |                  | 1                 | 1  | 12              |
|       | PRK Coreia do Norte               |                 |                  | 1                 | 1  | 12              |
|       | KOR Coreia do Sul                 |                 |                  | 1                 | 1  | 12              |
|       | EOR Equipe Olímpica de Refugiados |                 |                  | 1                 | 1  | 12              |
|       | USA Estados Unidos                |                 |                  | 1                 | 1  | 12              |
|       | GEO Geórgia                       |                 |                  | 1                 | 1  | 12              |
|       | GBR Grã-Bretanha                  |                 |                  | 1                 | 1  | 12              |
|       | THA Tailândia                     |                 |                  | 1                 | 1  | 12              |
|       | TJK Tajiquistão                   |                 |                  | 1                 | 1  | 12              |
| TOTAL | TOTAL                             | 13              | 13               | 26                | 52 | —               |